# 35464 Elisaconsigli
35464 Elisaconsigli este o planetă minoră (asteroid), cu un diametru de 6,61 km, din centura de asteroizi. A fost descoperită pe 27 februarie 1998 la stazione osservativa di Asiago Cima Ekar⁠(d) de Giuseppe Forti⁠(d). 
Obiectul prezintă o orbită caracterizată de o semiaxă mare de 2,4023757 UAi, o excentricitate de 0,16, o înclinație de 10,86351 ° în raport cu ecliptica.